# Мазрае-є Госейнабад-е Олія
Мазрае-є Госейнабад-е Олія (перс. مزرعه حسين ابادعليا) — село в Ірані, у дегестані Хоррам-Дашт, у бахші Камаре, шагрестані Хомейн остану Марказі. За даними перепису 2006 року, його населення становило 0 осіб.